# Mariusz Bechta
Mariusz Ryszard Bechta (ur. 9 czerwca 1972 w Białej Podlaskiej) – polski historyk i publicysta.

## Życiorys
W 1997 roku ukończył studia na kierunku historia na Uniwersytecie Warszawskim. Stopień doktora nauk humanistycznych w zakresie historii uzyskał 29 czerwca 2011, broniąc pracy pod tytułem Konspiracja polityczna i wojskowa polskiego obozu narodowego na Podlasiu w latach 1939–1952 (promotorem był Tomasz Wituch) na Wydziale Historycznym Uniwersytetu Warszawskiego. Specjalista w warszawskim oddziale Instytucie Pamięci Narodowej, redaktor naczelny czasopisma Templum Novum oraz były wydawca nacjonalistycznej muzyki pod marką Narodowa Scena Rockowa. Zasiada w radzie historycznej Związku Żołnierzy Narodowych Sił Zbrojnych.
W 2016 za zasługi w upowszechnianiu wiedzy o najnowszej historii Polski odznaczony Złotym Krzyżem Zasługi. Wyróżniony nagrodą Książka Historyczna Roku 2018 (w kategorii plebiscyt czytelników) za monografię "Przeciwko Pax Sovietica", której współautorem był Wojciech Muszyński.

## Wybrane publikacje
- Narodowe Siły Zbrojne na Podlasiu. T. 1, Materiały posesyjne. Siedlce: Związek Żołnierzy NSZ, 1997 (red. z Leszkiem Żebrowskim)[9]
- Narodowe Siły Zbrojne na Podlasiu. T. 2, W walce z systemem komunistycznym w latach 1944–1952. Siedlce: Związek Żołnierzy Narodowych Sił Zbrojnych, 1998 (red. z Leszkiem Żebrowskim)[9]
- Rewolucja, mit, bandytyzm. Komuniści na Podlasiu w latach 1939–1944. Biała Podlaska-Pruszków: "Rekonkwista"-"Rachocki i S-ka", 2000[10]
- Encyklopedia Multimedialna PWN. Warszawa: PWN, 2000–2001 (red. i oprac.):
  - Państwa świata. CD 11[11]
  - Sport. CD 12[12]
  - Media. CD 13[13]
  - Technika. CD 14[14]
  - Album. CD 15[15]
  - Ludzie i wydarzenia. CD 16[16]
  - XX wiek. CD 17[17]
- Narodowe Siły Zbrojne na Podlasiu. T. 3, Opracowania, wspomnienia i dokumenty. Biała Podlaska: "Rekonkwista", 2003[18]
- Narodowo radykalni. Obrona tradycji i ofensywa narodowa na Podlasiu w latach 1918–1939. Biała Podlaska: "Rekonkwista", 2004[19]
- W matni. Z dziejów podziemia niepodległościowego na Podlasiu w latach 1939–1956. Biała Podlaska: "Arte", 2008[20]
- Między Bolszewią a Niemcami. Konspiracja polityczna i wojskowa Polskiego Obozu Narodowego na Podlasiu w latach 1939–1952. Warszawa: IPN, Wyd. 1:2008[21], Wyd. 2. pop.: 2009[22]
- "Łupaszka" 1939. Warszawa: IPN, 2009 (wkładka historyczna z Wojciechem Muszyńskim)[23]
- Jata '44. Obozy szkoleniowe NSZ i AK w lasach łukowskich w czasie II wojny światowej. Biała Podlaska: "Arte", 2011[24]
- Pogrom czy odwet? Akcja zbrojna Zrzeszenia „Wolność i Niezawisłość” w Parczewie 5 lutego 1946 r. Poznań Zysk i S-ka, 2013[25]
- Przeciwko Pax Sovietica. Narodowe Zjednoczenie Wojskowe i struktury polityczne Ruchu Narodowego wobec reżimu komunistycznego 1944-1956, 2017